# Campeonato Piauiense de Futebol de 1955
O Campeonato Piauiense de Futebol de 1955 foi a 40° edição da principal divisão do futebol piauiense. Foi realizada e organizada pela Federação Piauiense de Futebol e disputada por 7 clubes. O campeonato teve como campeão o Ríver.
O artilheiro foi Valdinar, do Ríver, com 10 gols.

## Equipes participantes
| Equipe       | Cidade   | Títulos             |
| ------------ | -------- | ------------------- |
| Artístico    | Teresina | 5 (último em 1933)  |
| Auto Esporte | Teresina | 0                   |
| Botafogo     | Teresina | 10 (último em 1949) |
| Cruzeiro     | Teresina | 0                   |
| Fluminense   | Teresina | 0                   |
| Ríver        | Teresina | 6 (último em 1954)  |
| Santa Cruz   | Teresina | 0                   |

## Premiação
| Campeonato Piauiense de Futebol de 1955 |
| --------------------------------------- |
| Ríver Campeão (7.º título)              |